# Стеван Булајић
Стеван Булајић (Вилуси, код Никшића, 22. јул 1926 — Сарајево, 25. јун 1997) био је српски, црногорски и босанскохерцеговачки књижевник и сценариста.

## Биографија
Стеван Булајић рођен је у Вилусима, поред Никшића, 22. јула 1926. године од оца Миљка и мајке Љубице. Основну школу је завршио у Сарајеву, где је до окупације Босне и Херцеговине 1941. године похађао и средњу школу. Чим је избио рат, Булајић се са родитељима и браћом вратио у свој родни крај, где је већ 13. јула 1941. године учествовао у Народноослободилачком устанку, заједно са старијим братом Ђорђем и млађим Вељком. У борбама су сва тројица били рањени, а Ђорђе је подлегао ранама.
У рату, као седамнаестогодишњак, Булајић је написао своју прву песму. Ослобођење земље дочекао је као официр. Тада је већ писао и своје прве приче. Његова прва књига биле су Ратне новеле, а касније је објавио и свој први, хумористички роман Путовање без возног реда, а затим и књиге приповедака Лов до мора и Траг у магли. Писао је и сценарије за филмове, између осталог, за филмове Козара и Битка на Неретви. 
Био је уредник у новинама „Ослобођење”, „Мале новине”, „Чичак” и „Задругар”. 
Дела су му превођена на више светских језика. Добитник је више награда и признања за књижевни рад.
Рат у Босни и Херцеговини провео је у Сарајеву, где је и умро 1997. године.
Главна дела су му збирке приповедака Лов до мора (1961), Траг у магли (1973), избор Споменик (1976); приче за децу  Мој дјед ловац (1954), романи за младе Извиђачи Видриног језера (1954), Крилати караван (1955), Њих шездесет (1956), Земља без батина (1958), Небески морнар (1960), Шалајко (1974) и Дукљан и вук (1978).